# Bréhain-la-Ville
Bréhain-la-Ville è un comune francese di 291 abitanti situato nel dipartimento della Meurthe e Mosella nella regione del Grand Est.

## Società

### Evoluzione demografica
Abitanti censiti